# 쓰루기정 (후쿠오카현)
쓰루기정(剣町)은 후쿠오카현 구라테군에 있던 정이다. 현재의 구라테정의 일부에 해당한다.